# Mumakil
Mumakil («Мумакил» — одно из вымышленных существ Средиземья) — швейцарская группа, основанная в 2004 году гитаристом Джеромом и бас-гитаристом Джереми и играющая в стиле грайндкор.

## История

### Создание
Джерома и Джереми объединяло желание играть по-настоящему тяжелую музыку, но изначально они хотели просто развлечься. Вскоре к ним присоединились Томас и Себ, после чего Mumakil записали свою первую песню в июне 2004 года.

### 2005 год
В ноябре Mumakil открывают концерт грайндкор групп Blockheads (Франция) и Nasum (Эребру, Швеция), этот концерт оказался успешным, и в январе 2005 года группа записывает свой первый демоальбом в домашней студии Джерома, также известной, как Terrier 5, расположенной в Женеве.
В течение 2005 года Mumakil набирают популярность как грайндкор-, метал-исполнители. Демо, записанное в 2005 году, доступно для свободного скачивания на официальном сайте группы. Mumakil играют на нескольких концертах и в октябре даже отправляются в свой первый тур по Франции вместе с другой группой из Женевы Lost Sphere Project. Благодаря этому туры Mumakil становятся популярными во Франции.

### 2006 год
С января по март в студии Джерома группа записывает свой первый альбом Customized Warfare, в который вошло 32 песни. Джером завершает микшированием записей в апреле, после чего отправляет диск в Швецию в Cutting Room, где мастерингом альбома занимается Томас Эбергер.
Mumakil заключает контракт с греческим лейблом Blast Beat Mailmurder, чтобы выпустить своё первое демо в виде грампластинки (Stop Whining 7" EP).
Летом 2006 Mumakil играют на фестивале Obscene Extreme в Трутнове вместе более чем с 50 грайнд-, метал-группами. Также в августе Mumakil вместе с такими группами, как Suffocation (США), Wasteform (США), Rotten Sound (Финляндия) и Disavowed (Нидерланды), выступают на фестивале Mountains of Death в Муотатале (Швейцария).
Mumakil выпустили свой первый альбом Customized Warfare под лейблом Overcome Records в октябре 2006, после чего с 19 по 28 октября вместе с Blockheads отправляются в тур по Франции.

### 2007 год
Mumakil продолжают туры по Франции и Швейцарии, после чего в марте совершают свой первый тур по Великобритании.
Вскоре из-за финансовых проблем лейбла Overcome Records группа подписывает контракт с канадским лейблом Caustic Rhythm для того, чтобы выпустить следующий альбом, а также отправиться в тур по США и Канаде.
22 июня Mumakil принимают участие в фестивале HELLFEST вместе с известными метал-группами, как, например, Slayer, Megadeth, Napalm Death, Emperor, Neurosis и другие.
Также группа участвует в нескольких концертах осенью и зимой.

### 2008 год
В этом году Mumakil записывает 4 совместных альбома:
- Ruling Class Canceled, с Misery Index
- Slimewave Series 6, с Inhume
- Night of the grinding dead, с Blockheads
- Third Degree, с Obtuse

После окончания тура по Италии и Испании (февраль — март) Mumakil заключают договор с Relapse Records и начинают работу над новым альбомом.

### 2009 год
Mumakil выпускают свой следующий студийный альбом Behold the Failure, записанный под лейблом Relapse Records.

## Дискография
- Demo (2005)

### Студийные альбомы
- Customized Warfare (Overcome Records / Caustic Rhythms, 2006)
- Stop Whining 7" EP (Blast Beat Mailmurder, 2007)
- Behold the Failure (Relapse Records, 2009)
- Flies Will Starve (Relapse Records, 2013)

### Совместные альбомы
- Ruling Class Canceled, с Misery Index (2008)
- Slimewave Series 6, с Inhume (2008)
- Night of the grinding dead, с Blockheads (2008)
- Third Degree, с Obtuse (2008)

### Интервью
- [heavymetal.about.com/od/interviews/a/mumakil.htm Для сайта heavymetal.about.com]  (англ.)
- Интервью с фронтменом группы  (фр.)
- Интервью с ударником для вебзина Scratch the Surface  (англ.)
- Интервью для портала metal.de  (нем.)